# Kiss Albert (jogász)
Balásfalvi Kiss Albert (Kecskemét, 1874. november 2. – Szikra, 1937. július 1.) magyar jogász, egyetemi tanár, rektor.

## Életpályája
1892-ben érettségizett. Egyetemi tanulmányait a Budapesti Tudományegyetemen kezdte, és 1896-ban szerezte meg jogtudományi doktorátusát. Utána tanulmányokat folytatott a berlini, lipcsei, müncheni, grazi és a heidelbergi egyetemen.
A kecskeméti (1898-tól), majd a kassai (1907-től) jogakadémián tanított. 1914-től a pozsonyi egyetem magánjogtanára, tanszékvezető. Az 1919-1920-as tanévben dékán volt. 1921-től haláláig a szegedi Ferenc József Tudományegyetem nyilvános rendes tanára, a római jog szakértője. Az 1934–35-ös tanévre az egyetem rektoráva választották.

## Munkássága

### Könyvei
- Az elévülés a magyar magánjogban (Kecskemét, 1903)
- Dolgozatok a magánjog köréből (Kassa, 1911)
- A római jog receptiója (Szeged, 1935)

## Családja
Apja, balásfalvi Kiss István (1844–1895), a temesvári ítélőtáblán volt  bíró. Anyja, Kozma Emília (1845–1923) kecskeméti nemesi családból származott. Felesége Muraközy Jolán, két gyermekük született: Miklós és Klára.